# Sinhá Braba
Sinhá Braba é um livro da serie a Saga do País das Gerais, escrito por Agripa Vasconcelos que relata a vida de Dona Joaquina do Pompeu, uma das mulheres mais ricas e fascinantes do Brasil. As series são divididas em ciclo, sendo este livro dedicado ao ciclo agropecuário. O livro possui carácter didático, pois os personagens fazem parte da história e da cultura popular do Brasil.